# N952 (België)
De N952 is een gewestweg in de Belgische provincie Namen. Deze weg vormt de verbinding tussen Gedinne en Pont Collin nabij de Franse grens, waar de weg verder loopt als de D7 naar Fumay.
De totale lengte van de N952 bedraagt ongeveer 15 kilometer.

## Plaatsen langs de N952
- Gedinne
- Gedinne Station
- Sart-Custinne
- Rienne
- Willerzie
- Pont Collin